# چورال
چورال (به لاتین: Chural) یک رود در روسیه است که در سرزمین پرم واقع شده‌است.